# Серна, Маурисио
Маури́сио Альбе́рто Се́рна Вале́нсия (исп. Mauricio Alberto Serna Valencia; 22 января 1968, Медельин, Колумбия) — колумбийский футболист, опорный полузащитник. Бывший игрок «Депортиво Перейра», «Атлетико Насьональ», «Бока Хуниорс», «Пуэблы», «Чакарита Хуниорс», «Тальереса» из Кордовы и сборной Колумбии.
Участник двух чемпионатов мира 1994 и 1998 годов.
В составе «Атлетико Насьональ» Серна трижды становился чемпионом Колумбии и доходил до финала Кубка Либертадорес 1995 года. В составе «Бока Хуниорс» Серна три раза становился чемпионом Аргентины, дважды выигрывал Кубок Либертадорес и один раз Межконтинентальный кубок.
Маурисио Серна трижды попадал в символическую сборную года Южной Америки.

## Биография

### Клубная карьера
Серна в молодости пытался попасть в состав «Мильонариоса», но там его забраковали, и после этого он чуть было не завершил свою карьеру. После этого он стал выступать за резервистов клуба «Депортиво Перейра» и лишь в 1990 году, когда ему было уже 22 года, главный тренер команды Эктор Кинтабани перевёл его в основной состав.
Уже через год полузащитник перешёл в «Атлетико Насьональ», в котором он играл до конца 1997 года. За это время Серна дважды выиграл чемпионат Колумбии, стал обладателем Межамериканского кубка и дошёл до финала Кубка Либертадорес1995 года.
В январе 1998 года Серна подписал контракт с грандом южноамериканского футбола клубом «Бока Хуниорс» из Аргентины, где уже играл его соотечественники Оскар Кордоба и Хорхе Бермудес. 25 февраля 1998 года в матче Клаусуры с «Ньюэллс Олд Бойз» Серна дебютировал в составе «Боки», причём уже на 14-й минуте матча он забил свой первый гол за клуб. В том сезоне Клаусуры Серна сыграл в 9-и матчах, но не смог помочь своему клубу, который занял лишь 6-е место. Зато уже в следующем сезоне Серна, став основным игроком, выиграл и Апертуру и Клаусуру, при этом «Боке» удалась рекордная серия в 40 матчей без поражений. По итогам 1998 года Серна был включён в состав символической сборной Южной Америки. В 2000 году «Бока Хуниорс» выиграла Кубок Либертадорес, но Серна не принял участия ни в одном матче. В том же году, победив мадридский «Реал» аргентинцы стали обладателями Межконтинентального кубка. По итогам того года Серна вновь попал в символическую сборную Южной Америки. В следующем году «Бока Хуниорс» повторила свой успех в Кубке Либертадорес, и на этот раз Серна принял участие в 11-и матчах, включая появление в ответном финальном матче, в котором он реализовал послематчевый пенальти. Однако, в матче за Межконтинентальный кубок на этот раз аргентинцы уступили мюнхенской «Баварии». В 2001 году Серна в третий и последний раз в карьере был включён в состав символической сборной Южной Америки. В 2002 году в Аргентине случился экономический кризис, из-за которого руководство «Бока Хуниорс» приняло решение сократить зарплату игроку, именно поэтому в середине года 34-летний Серна покинул клуб и перешёл в мексиканский клуб «Пуэбла», который предложил ему зарплату в 400 тысяч долларов.
В Мексике Серна дебютировал 4 августа 2002 года в матче с «Гвадалахарой», который завершился ничьей со счётом 1:1. За год проведённый в «Пуэбле» Серна принял участие во всех 38-и матчах чемпионата Мексики. В середине 2003 года Маурисио вернулся в Аргентину и стал выступать за «Чакарита Хуниорс».
В новом клубе провёл только Клаусуру 2003 года приняв участие в 10-и матчах. Затем он перешёл в клуб «Тальерес» из Кордовы, в котором он также задержался на полгода сыграв за это время в 18-и матчах. А в 2005 году он вернулся на родину в свой прежний клуб «Атлетико Насьональ», в составе которого он в последний раз выиграл чемпионат Колумбии, после чего завершил свою карьеру.
В том же году состоялся прощальный матч Маурисио Серны, в котором принял участие сам Диего Марадона.

### Карьера в сборной
В составе сборной Колумбии Серна дебютировал 24 февраля 1993 года в матче со сборной Венесуэлы, который завершился нулевой ничьей. Уже в следующем году Франсиско Матурана включил игрока в состав сборной на чемпионат мира в США. Однако, колумбийцы заняв последнее место в группе, отправились домой ни с чем, а сам Серна весь турнир просидел на скамейке запасных.
В отборочном турнире к чемпионату мира 1998 года принял участие в 12-и матчах и забил 2 гола, а его сборная заняв 3-е место вышла в финальную стадию. Во Франции Серна был уже основным игроком команды, но колумбийцы вновь не смогли выйти из группы. Чемпионат мира 1998 года стал последним крупным международным турниром в карьере Серны.
Своё последнее появление за сборную Серна провёл в отборочном турнире к чемпионату мира 2002 года в матче последнего тура со сборной Парагвая, который завершился победой колумбийцев со счётом 4:0. Несмотря на эту победу колумбийцы заняли 6-е место и не смогли попасть даже в стыковые матчи.
Всего на счету Маурисио Серны 51 матч и 2 гола в составе сборной Колумбии.

## Достижения

### Командные
«Атлетико Насьональ»
- Чемпион Колумбии (3): 1991, 1994, Ап. 2005
- Бронзовый призёр чемпионата Колумбии (4): 1992, 1993, 1995, 1995/96
- Финалист Кубка Либертадорес: 1995
- Обладатель Межамериканского кубка: 1995
- Итого: 4 трофея

«Бока Хуниорс»
- Чемпион Аргентины (3): 1998А, 1999К, 2000А
- Бронзовый призёр чемпионата Аргентины (4): 1999А, 2001К, 2001А, 2002К
- Обладатель Кубка Либертадорес (2): 2000, 2001
- Обладатель Межконтинентального кубка: 2000
- Финалист Межконтинентального кубка: 2001
- Итого: 5 трофеев

«Тальерес» (Кордова)
- Бронзовый призёр чемпионата Аргентины: 2004К

### Личные
- Входит в символическую сборную года Южной Америки (3): 1998, 2000, 2001

## Личная жизнь
У Маурисио Серны и его жены Кристины есть двое сыновей, Матео, названный в честь отца Маурисио и Бенхамин Лукас.

## Клубная статистика
| Клуб               | Дивизион         | Сезон            | Апертура | Апертура | Клаусура | Клаусура | Кубок Либертадорес | Кубок Либертадорес | Кубок Меркосур | Кубок Меркосур | Межконтинентальный кубок | Межконтинентальный кубок | Итого | Итого |
| Клуб               | Дивизион         | Сезон            | Игры     | Голы     | Игры     | Голы     | Игры               | Голы               | Игры           | Голы           | Игры                     | Голы                     | Игры  | Голы  |
| ------------------ | ---------------- | ---------------- | -------- | -------- | -------- | -------- | ------------------ | ------------------ | -------------- | -------------- | ------------------------ | ------------------------ | ----- | ----- |
| Бока Хуниорс       | Примера          | 1998             | 18       | 0        | 9        | 1        | 0                  | 0                  | 4              | 0              | 0                        | 0                        | 31    | 1     |
| Бока Хуниорс       | Примера          | 1999             | 13       | 0        | 11       | 0        | 0                  | 0                  | 4              | 0              | 0                        | 0                        | 28    | 0     |
| Бока Хуниорс       | Примера          | 2000             | 12       | 1        | 0        | 0        | 0                  | 0                  | 2              | 0              | 1                        | 0                        | 15    | 1     |
| Бока Хуниорс       | Примера          | 2001             | 12       | 0        | 9        | 0        | 11                 | 0                  | 4              | 0              | 1                        | 0                        | 37    | 0     |
| Бока Хуниорс       | Примера          | 2002             | 0        | 0        | 7        | 0        | 5                  | 0                  | 0              | 0              | 0                        | 0                        | 12    | 0     |
| Бока Хуниорс       | Итого            | Итого            | 55       | 1        | 36       | 1        | 16                 | 0                  | 14             | 0              | 2                        | 0                        | 123   | 2     |
| Пуэбла             | Примера          | 2002             | 19       | 0        | 0        | 0        | 0                  | 0                  | 0              | 0              | 0                        | 0                        | 19    | 0     |
| Пуэбла             | Примера          | 2003             | 0        | 0        | 19       | 0        | 0                  | 0                  | 0              | 0              | 0                        | 0                        | 19    | 0     |
| Пуэбла             | Итого            | Итого            | 19       | 0        | 19       | 0        | 0                  | 0                  | 0              | 0              | 0                        | 0                        | 38    | 0     |
| Чакарита Хуниорс   | Примера          | 2003             | 10       | 0        | 0        | 0        | 0                  | 0                  | 0              | 0              | 0                        | 0                        | 10    | 0     |
| Чакарита Хуниорс   | Итого            | Итого            | 10       | 0        | 0        | 0        | 0                  | 0                  | 0              | 0              | 0                        | 0                        | 10    | 0     |
| Тальерес (Кордова) | Примера          | 2004             | 0        | 0        | 18       | 0        | 0                  | 0                  | 0              | 0              | 0                        | 0                        | 18    | 0     |
| Тальерес (Кордова) | Итого            | Итого            | 0        | 0        | 18       | 0        | 0                  | 0                  | 0              | 0              | 0                        | 0                        | 18    | 0     |
| Всего за карьеру   | Всего за карьеру | Всего за карьеру | 84       | 1        | 73       | 1        | 16                 | 0                  | 14             | 0              | 2                        | 0                        | 189   | 2     |

## Статистика в сборной
| №  | Дата             | Место проведения   | Соперник          | Счёт | Голы | Турнир                    |
| 1  | 24 февраля 1993  | Сан-Кристобаль     | Венесуэла         | 0:0  | -    | Товарищеский матч         |
| 2  | 28 января 1994   | Баринас            | Венесуэла         | 2:1  | -    | Товарищеский матч         |
| 3  | 6 февраля 1994   | Джидда             | Саудовская Аравия | 1:1  | -    | Товарищеский матч         |
| 4  | 18 февраля 1994  | Майами             | Швеция            | 0:0  | -    | Кубок Джо Робби           |
| 5  | 20 февраля 1994  | Майами             | Боливия           | 2:0  | -    | Кубок Джо Робби           |
| 6  | 26 февраля 1994  | Монтеррей Парк     | Южная Корея       | 2:2  | -    | Товарищеский матч         |
| 7  | 2 марта 1994     | Мехико             | Мексика           | 0:0  | -    | Товарищеский матч         |
| 8  | 7 апреля 1994    | Вильявисенсьо      | Боливия           | 0:1  | -    | Товарищеский матч         |
| 9  | 17 апреля 1994   | Армения            | Нигерия           | 1:0  | -    | Товарищеский матч         |
| 10 | 5 мая 1994       | Майами             | Сальвадор         | 3:0  | -    | Кубок Майами              |
| 11 | 5 июня 1994      | Ист-Резерфорд      | Греция            | 2:0  | -    | Товарищеский матч         |
| 12 | 29 марта 1995    | Медельин           | Уругвай           | 2:1  | -    | Товарищеский матч         |
| 13 | 11 октября 1995  | Буэнос-Айрес       | Аргентина         | 0:0  | -    | Товарищеский матч         |
| 14 | 30 ноября 1995   | Лос-Анджелес       | Мексика           | 2:2  | -    | Товарищеский матч         |
| 15 | 20 декабря 1995  | Манаус             | Бразилия          | 1:3  | -    | Товарищеский матч         |
| 16 | 6 марта 1996     | Майами             | Гондурас          | 2:1  | -    | Товарищеский матч         |
| 17 | 21 марта 1996    | Нейва              | Тринидад и Тобаго | 3:0  | -    | Товарищеский матч         |
| 18 | 28 марта 1996    | Медельин           | Боливия           | 4:1  | -    | Товарищеский матч         |
| 19 | 24 апреля 1996   | Барранкилья        | Парагвай          | 1:0  | -    | Отборочный матч к ЧМ 1998 |
| 20 | 29 мая 1996      | Майами             | Шотландия         | 1:0  | -    | Товарищеский матч         |
| 21 | 7 июля 1996      | Барранкилья        | Уругвай           | 3:1  | -    | Отборочный матч к ЧМ 1998 |
| 22 | 1 сентября 1996  | Барранкилья        | Чили              | 4:1  | -    | Отборочный матч к ЧМ 1998 |
| 23 | 9 октября 1996   | Кито               | Эквадор           | 1:0  | -    | Отборочный матч к ЧМ 1998 |
| 24 | 1 ноября 1996    | Нью-Йорк           | Гондурас          | 2:1  | -    | Товарищеский матч         |
| 25 | 10 ноября 1996   | Ла-Пас             | Боливия           | 2:2  | 1    | Отборочный матч к ЧМ 1998 |
| 26 | 15 декабря 1996  | Сан-Кристобаль     | Венесуэла         | 2:0  | -    | Отборочный матч к ЧМ 1998 |
| 27 | 8 февраля 1997   | Перейра            | Словакия          | 1:0  | -    | Товарищеский матч         |
| 28 | 12 февраля 1997  | Барранкилья        | Аргентина         | 0:1  | -    | Отборочный матч к ЧМ 1998 |
| 29 | 2 апреля 1997    | Асунсьон           | Парагвай          | 1:2  | 1    | Отборочный матч к ЧМ 1998 |
| 30 | 8 июня 1997      | Монтевидео         | Уругвай           | 1:1  | -    | Отборочный матч к ЧМ 1998 |
| 31 | 6 августа 1997   | Кингстон           | Ямайка            | 0:1  | -    | Товарищеский матч         |
| 32 | 20 августа 1997  | Барранкилья        | Боливия           | 3:0  | -    | Отборочный матч к ЧМ 1998 |
| 33 | 10 сентября 1997 | Барранкилья        | Венесуэла         | 1:0  | -    | Отборочный матч к ЧМ 1998 |
| 34 | 8 октября 1997   | Осло               | Норвегия          | 0:0  | -    | Товарищеский матч         |
| 35 | 16 ноября 1997   | Буэнос-Айрес       | Аргентина         | 1:1  | -    | Отборочный матч к ЧМ 1998 |
| 36 | 25 марта 1998    | Богота             | Югославия         | 0:0  | -    | Товарищеский матч         |
| 37 | 22 апреля 1998   | Сантьяго           | Чили              | 2:2  | -    | Товарищеский матч         |
| 38 | 23 мая 1998      | Ист-Резерфорд      | Шотландия         | 2:2  | -    | Товарищеский матч         |
| 39 | 30 мая 1998      | Франкфурт-на-Майне | Германия          | 1:3  | -    | Товарищеский матч         |
| 40 | 3 июня 1998      | Брюссель           | Бельгия           | 0:2  | -    | Товарищеский матч         |
| 41 | 15 июня 1998     | Лион               | Румыния           | 0:1  | -    | Чемпионат мира 1998       |
| 42 | 22 июня 1998     | Монпелье           | Тунис             | 1:0  | -    | Чемпионат мира 1998       |
| 43 | 26 июня 1998     | Ланс               | Англия            | 0:2  | -    | Чемпионат мира 1998       |
| 44 | 9 февраля 1999   | Майами             | Германия          | 3:3  | -    | Товарищеский матч         |
| 45 | 13 октября 1999  | Кордова            | Аргентина         | 1:2  | -    | Товарищеский матч         |
| 46 | 15 ноября 2000   | Сан-Паулу          | Бразилия          | 0:1  | -    | Отборочный матч к ЧМ 2002 |
| 47 | 27 марта 2001    | Богота             | Боливия           | 2:0  | -    | Отборочный матч к ЧМ 2002 |
| 48 | 3 июня 2001      | Буэнос-Айрес       | Аргентина         | 0:3  | -    | Отборочный матч к ЧМ 2002 |
| 49 | 16 августа 2001  | Богота             | Перу              | 0:1  | -    | Отборочный матч к ЧМ 2002 |
| 50 | 5 сентября 2001  | Богота             | Эквадор           | 0:0  | -    | Отборочный матч к ЧМ 2002 |
| 51 | 14 ноября 2001   | Асунсьон           | Парагвай          | 4:0  | -    | Отборочный матч к ЧМ 2002 |

Итого: 51 матч / 2 гола; 22 победы, 16 ничьих, 13 поражений.
| Год   | Финальные матчи ЧМ | Финальные матчи ЧМ | Отборочные матчи ЧМ | Отборочные матчи ЧМ | Товарищеские матчи | Товарищеские матчи | Итого | Итого |
| Год   | Игры               | Голы               | Игры                | Голы                | Игры               | Голы               | Игры  | Голы  |
| ----- | ------------------ | ------------------ | ------------------- | ------------------- | ------------------ | ------------------ | ----- | ----- |
| 1993  | 0                  | 0                  | 0                   | 0                   | 1                  | 0                  | 1     | 0     |
| 1994  | 0                  | 0                  | 0                   | 0                   | 10                 | 0                  | 10    | 0     |
| 1995  | 0                  | 0                  | 0                   | 0                   | 4                  | 0                  | 4     | 0     |
| 1996  | 0                  | 0                  | 6                   | 1                   | 5                  | 0                  | 11    | 1     |
| 1997  | 0                  | 0                  | 6                   | 1                   | 3                  | 0                  | 9     | 1     |
| 1998  | 3                  | 0                  | 0                   | 0                   | 5                  | 0                  | 8     | 0     |
| 1999  | 0                  | 0                  | 0                   | 0                   | 2                  | 0                  | 2     | 0     |
| 2000  | 0                  | 0                  | 1                   | 0                   | 0                  | 0                  | 1     | 0     |
| 2001  | 0                  | 0                  | 5                   | 0                   | 0                  | 0                  | 5     | 0     |
| Итого | 3                  | 0                  | 18                  | 2                   | 30                 | 0                  | 51    | 2     |